# 倉賀野城
倉賀野城（くらがのじょう）は、群馬県高崎市倉賀野町にあった日本の城。

## 概要
倉賀野は西上野と北武蔵の境界に位置し、利根川が流れ中山道が通過する交通の要地で、城は烏川左岸の河岸段丘上に立地する。東西800メートル、南北400メートルを城域とする。

## 鎌倉時代
倉賀野氏は鎌倉時代の治承年間に武蔵児玉党の支流である秩父高俊が倉賀野の地に館を構え、倉賀野氏を称した。

## 南北朝時代
南北朝時代に倉賀野光行が館を改修し倉賀野城を築いた。 

## 戦国時代

### 上杉氏配下時代
戦国時代には城主の倉賀野行政が関東管領の上杉憲政に仕えたが、天文15年（1546年）の河越夜戦で戦死した。その後、上杉憲政が長尾景虎（上杉謙信）を頼り越後に落ち延びたため、倉賀野城は倉賀野尚行が城主となり、金井秀景や須賀佐渡、福田加賀守、富田伊勢守、須田大隈守、田沼庄衛門をはじめとする倉賀野十六騎と城を守った。 
永禄年間に後北条氏が上野を領国化したが、このとき、上杉憲政の旧居城・平井城ではなく、倉賀野城が後北条氏の領国経営の中心になっていたとみられる。しかし上杉謙信が永禄3年に越山してくると、倉賀野氏はすぐに箕輪長野氏と上杉に従っており、倉賀野城も上杉方となった（『新編高崎市史』）。
倉賀野城は上杉方の長野氏が拠る箕輪城の支城としての役割を果たしていた。

### 武田氏配下時代
永禄4年（1561年）に甲斐国の武田信玄による西上野侵攻で競られ、金井秀景らが武田氏に与するなど内部分裂もあり、永禄8年（1565年）に落城した。倉賀野尚行も上杉謙信を頼って越後に逃れた。
元亀元年（1570年）、武田氏に従っていた金井秀景が城主となり、以降は姓を改め倉賀野秀景と名乗った。
天正10年（1582年）、武田氏が滅亡すると、倉賀野秀景は滝川一益に従ったが、本能寺の変の後は北条氏直に仕えた。

### 後北条氏配下時代
天正18年（1590年）、豊臣秀吉による小田原征伐が行われると、秀景は後北条氏武将として小田原城に籠城する。結果、小田原落城と共に倉賀野城も降伏・開城し、その後は廃城となった。

## その他
国道建設等により発掘調査が行われているが、遺構は殆ど残っていない。烏川沿いの公園に石碑が建っている。